# 角屋での暴挙

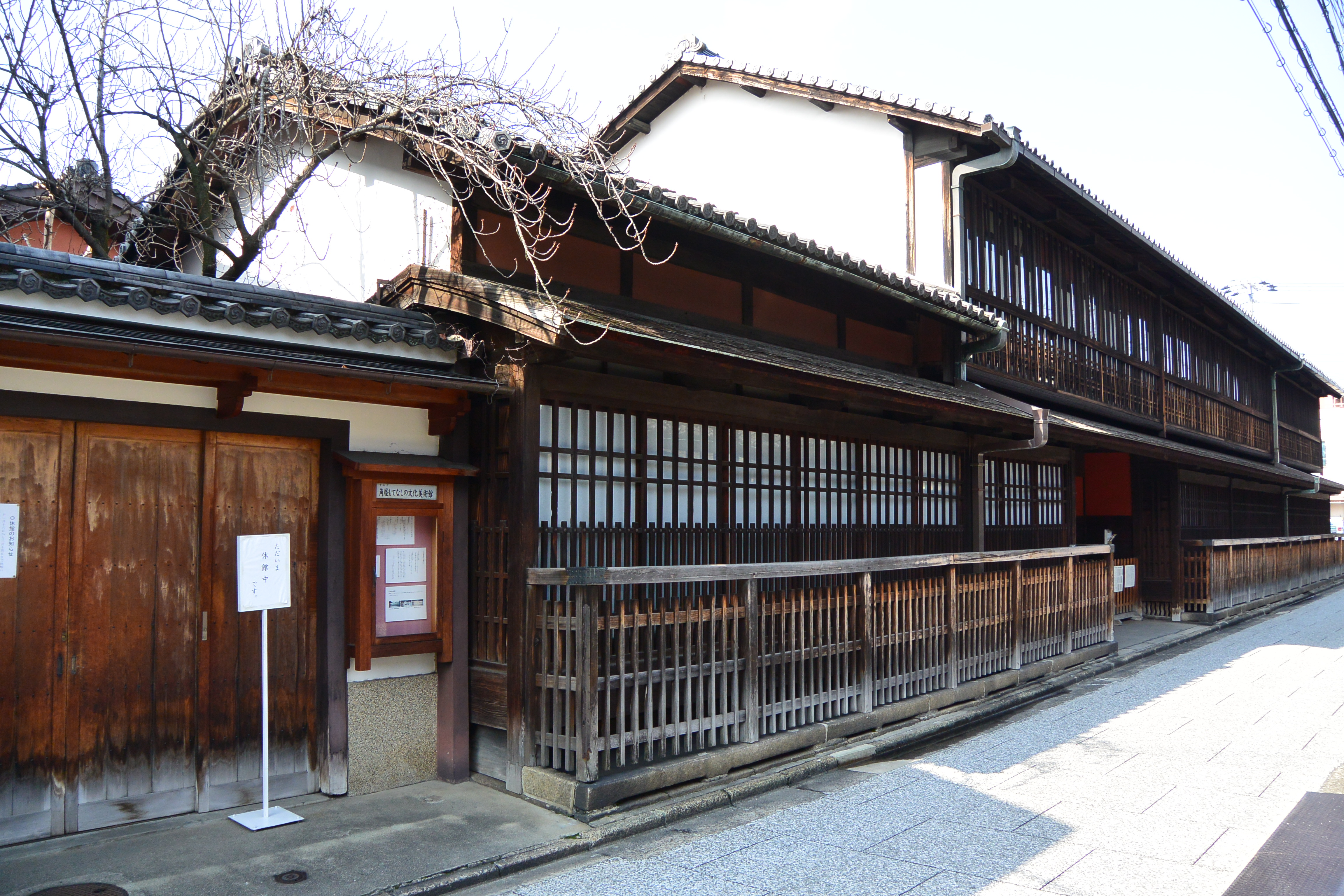
事件のあった角屋

角屋での暴挙（すみやでのぼうきょ）は、文久3年（1863年）6月、京都島原花街の揚屋・角屋にて催された宴会で、新選組局長芹沢鴨が働いた乱暴狼藉をいう。

## 発端
水口藩公用方が会津藩邸にて会津藩公用方に新選組の所業の悪さを訴えたことに始まる。
それを聞きつけた芹沢が、永倉新八・原田左之助・井上源三郎・武田観柳斎の4人を差し向け、当事者の身柄引き渡しを水口藩に求めた。水口藩はこれに驚き、平身低頭謝罪し、詫び証文を書いて、その場を納めた。
しかし、無断で詫び証文を書いたことが水口藩主の耳に達せば、事と次第によれば公用方の断罪も逃れられなくなる。そこで二条通りに直心影流道場を開いている戸田一心斎（栄之助）を通じ、証文の返却を依頼した。新選組側より、会議の場所を提供すればそこで返却する、との回答があった。体のいい宴会の要求である。

## 経過
翌日、角屋にて宴席が設けられた。席上、証文は問題なく返却されたが、宴もたけなわとなった席上で、酒乱の芹沢が店の対応に腹を立て、遂に暴れ始めた。愛用の鉄扇を振り回し、席上に出ていた膳はもとより、店内の食器や什器を悉く叩き割り、挙げ句の果てには廊下の手摺りを外し、酒樽に叩きつけて帳場を酒浸しにしてしまった。
そして最後に、店主の角屋徳右衛門に7日間の営業停止を一方的に申し渡し、意気揚々と引き上げたという。

## 余話
同年9月18日、会津藩の催した角屋での宴会で泥酔して屯所に帰宅した芹沢は、寝込みを近藤勇一派に襲われて絶命した（同夜、ともにいた芹沢の妾と平山五郎も殺害された。また、
平間重助と芸妓2名はこの難を逃れた）。
なお、角屋は寛永18年（1641年）に創業された店で、揚屋の遺構としては唯一のものとして国の重要文化財に指定された。現在は「角屋もてなしの文化美術館」として公開されている。